# Brian Ferlin
Brian Ferlin, född 3 juni 1992, är en amerikansk professionell ishockeyspelare som tillhör NHL-organisationen Boston Bruins och spelar för deras primära samarbetspartner Providence Bruins i American Hockey League (AHL). Han har tidigare spelat på lägre nivåer för Cornell Big Red (Cornell University) i National Collegiate Athletic Association (NCAA) och Indiana Ice i United States Hockey League (USHL).
Ferlin draftades i fjärde rundan i 2011 års draft av Boston Bruins som 121:a spelare totalt.

## Statistik
| 2008–2009   | Jacksonville Ice Dogs | MJHL        | 38  | 45 | 44 | 89 | 33  | —  | — | — | — | — |
| 2009–2010   | Indiana Ice           | USHL        | 57  | 6  | 10 | 16 | 36  | 8  | 1 | 2 | 3 | 2 |
| 2010–2011   | Indiana Ice           | USHL        | 55  | 25 | 48 | 73 | 26  | 5  | 1 | 4 | 5 | 4 |
| 2011–2012   | Cornell Big Red       | NCAA        | 26  | 8  | 13 | 21 | 30  | —  | — | — | — | — |
| 2012–2013   | Cornell Big Red       | NCAA        | 34  | 10 | 14 | 24 | 55  | —  | — | — | — | — |
| 2013–2014   | Cornell Big Red       | NCAA        | 32  | 13 | 14 | 27 | 26  | —  | — | — | — | — |
| 2014–2015   | Boston Bruins         | NHL         | 1   | 0  | 0  | 0  | 0   | —  | — | — | — | — |
|             | Providence Bruins     | AHL         | 46  | 8  | 8  | 16 | 36  | —  | — | — | — | — |
| NHL totalt  | NHL totalt            | NHL totalt  | 1   | 0  | 0  | 0  | 0   | —  | — | — | — | — |
| AHL totalt  | AHL totalt            | AHL totalt  | 46  | 8  | 8  | 16 | 36  | —  | — | — | — | — |
| NCAA totalt | NCAA totalt           | NCAA totalt | 92  | 31 | 41 | 72 | 111 | —  | — | — | — | — |
| USHL totalt | USHL totalt           | USHL totalt | 112 | 31 | 58 | 89 | 62  | 13 | 2 | 6 | 8 | 6 |